# Brigitte Simonetta
Brigitte Simonetta est une animatrice de télévision et de radio française, née le 27 mars 1954 à Saint-Doulchard (Cher).

## Biographie
Brigitte Simonetta est comédienne de théâtre[réf. souhaitée] dans les années 1970. Sa carrière débute sur la chaîne Antenne 2 en 1977 à l'occasion d'un des premiers « télé-crochets », lors duquel elle est choisie en même temps que Dorothée pour devenir speakerine. Elle présente épisodiquement quelques numéros de Récré A2 semaine, le programme jeunesse de Jacqueline Joubert entre janvier 1979 et janvier 1980. Elle devient ensuite présentatrice de la météo sur Antenne 2 dans les années 1980. De 1987 à 1989, elle tient la rubrique « Environnement » dans l'émission hebdomadaire de Bernard Rapp, L'Assiette anglaise.
En 1990, elle est recrutée par RTL où elle remplace Anne-Marie Peysson pour y présenter une émission quotidienne l'après-midi. Elle y reste jusqu'en 1993. Elle est présentatrice sur la chaîne du câble Santé Vie dans les années 2000 dans l'émission Femmes-Enfants.
Elle travaille à partir de 2012 chez GRDF en qualité de déléguée aux communications pour la région Méditerranée.

## Catastrophe de Tchernobyl
Le 30 avril 1986, Brigitte Simonetta annonce dans le bulletin météorologique du journal télévisé d'Antenne 2 :

En France, l'anticyclone des Açores s'est développé. La météo affirme qu'il restera jusqu'à vendredi prochain suffisamment puissant pour offrir une véritable barrière de protection. Il bloque en effet toutes les perturbations venant de l'Est. Mais attention, ces prévisions sont établies pour trois jours, reste à savoir combien de temps il faudra encore pour éteindre l'incendie.

Ce commentaire est illustré par une carte météorologique de l'Europe, sur laquelle un panneau STOP recouvre la frontière française de Nice à la Belgique. Or, si la position des anticyclones et dépressions est correcte, cela ne devait pas permettre de déduire que cela offre une barrière de protection. En l'occurrence, dès le lendemain 1er mai, le journal télévisé de midi annonce qu'une augmentation de la radioactivité a été détectée dans le Sud-Est. Le 2 mai, l'ensemble du territoire était touché,,.
Brigitte Simonetta assume être à l'initiative du panneau Stop. Elle indique avoir rédigé son commentaire seule en se fondant sur les prévisions de Météo-France. En 2019, Brigitte Simonetta alors retraitée, témoigne que cet épisode reste une « plaie à vif » et qu'il « a orienté [s]a vie », dont sa réorientation professionnelle en 1993,.

## Publications
- Terre mode d'emploi, éditions Michel Lafon - 1990 (ISBN 978-2-908652-04-8) et  (ISBN 2908652-04-8).
- Gestes d'intérieur : comment mieux vivre dans la maison, éditions Michel Lafon, 2005 (ISBN 978-2-749902-61-6) et  (ISBN 2-749902-61-4).
- Mieux vivre chez soi : les bons gestes d'intérieur, J'ai lu, 2007 (ISBN 978-2-290004-90-6) et  (ISBN 2-290004-90-1).

## Filmographie
- Françoise Dolto, documentaire, Arte, 2008, en coréalisation avec Emmanuelle Nobécourt.